# Kategorický imperativ
Kategorický imperativ je základem přirozené morálky, kterou Immanuel Kant rozebírá v Základech metafyziky mravů a v Kritice praktického rozumu. Jeho hodnocení mravnosti vychází z motivů jednání, nikoli z jeho důsledků. Je rozvedením Zlatého pravidla, které odvozuje morální soudy z preferencí člověka. Protože se však preference jednotlivých lidí mohou lišit a jsou v průběhu života proměnlivé, nemůže Zlaté pravidlo být spolehlivým, natož pak univerzálním morálním pravidlem. Spolehlivým vodítkem mravního rozhodování může být podle racionalistů pouze rozum.

## Zdůvodnění kategorického imperativu
Kant si všiml, že bez omezení může být za dobrou na světě považována pouze dobrá vůle. Zlá vůle totiž může vše, i to, co se zdá být dobré, použít škodlivě, ať už se jedná o přírodní talenty, nebo o dary štěstěny. Zároveň Kant kritizuje Aristotelovo založení etiky v eudaimonii (blaženosti): kdyby totiž cílem přírody byla blaženost, pak se k ní rozum zdá být nejhorší cestou, lepší by se jevil instinkt. Každý člověk tak má sice náklonnost k blaženosti, ale teprve když blaženost podporuje z povinnosti, má podle Kanta jeho jednání morální hodnotu. Ta tedy neleží v následcích; jednání je mravně dobré, pokud je představa zákona pohnutkou vůle a ne účinkem. Princip, který vůli donucuje příkazem rozumu, je imperativ; imperativy pak Kant rozděluje na hypotetické a kategorické.
Hypotetický imperativ – má vztah k jinému účelu, říká tedy, chceš-li X, udělej Y.
Kategorický imperativ – předvádí jsoucno samo pro sebe, bez vztahu k jinému účelu; je nepodmíněný a kategorický: platí pro každého člověka nezávisle na čemkoliv jiném, vždy a všude.
Samotný kategorický imperativ přitom vychází z rozumu, v němž má povahu nepodmíněné povinnosti. V tomto smyslu je v něm transcendentální moment, který leží v idei obecného zákona.

## Formulace kategorického imperativu
Znění imperativu (jeden z možných překladů jedné z formulací): „Jednej jen podle té maximy (zásady), od níž můžeš zároveň chtít, aby se stala obecným zákonem.“ 
Neboli: „Jednej podle zásady, o které bys chtěl, aby se stala obecným zákonem.“ V principu to znamená chovat se tak, jak bychom si představovali chování ostatních lidí. Když tedy napříklád váhám, zda něco v obchodě ukrást, měl bych se ptát, zda mohu chtít, aby všichni lidé kradli. Protože takový požadavek je v rozporu s rozumem (i zloděj krade s očekáváním, že jemu již ukradený předmět znovu ukraden nebude), nemůže být krádež mravně správná. Ptáme-li se tedy, zda je nějaký čin morální, měli bychom se podle Kanta ptát: „Mohu chtít, aby všichni jednali tak, jako já teď?“
Maxima – je u Kanta subjektivní praktická zásada, která ma charakter principu posuzování. Maximou je například: „Buď čestný“, „Buď ochotný pomoci“ atp. Maxima tedy vyjadřuje praktický postoj lidí, přičemž není nutné, aby si maximy byl jedinec vědom, je dána implicitně v jeho postojích.
Jiná formulace zní: „Jednej tak, abys používal lidství jak ve své osobě, tak i v osobě každého druhého vždy zároveň jako účel a nikdy pouze jako prostředek.“ 
Znamená to, že lidé jako svobodné racionální bytosti mají právo být zodpovědní za své vlastní činy. Pokud bychom druhého člověka použili jako prostředku k nějakému cíli, upřeli bychom mu toto výsadní právo a neumožnili mu jednat jako svobodná bytost.

## Kritika kategorického imperativu
Kantovo založení etiky na diktátu rozumu potlačuje mravní cit, spontánní potřebu jednat dobře, a proto například Nietzsche tvrdí, že pravý svět se u Kanta, fanatika morálky, proměnil ve studenou mlhu jako v Královci, kde Kant strávil celý život. Vážnější kritika však pochází od Maxe Webera, který v přednášce Politika jako povolání odlišil etiku smýšlení, kterou připisoval Kantovi, a etiku odpovědnosti, která se podle něj musí řídit předvídatelnými důsledky každého jednání; právě těmi důsledky, které Kant ze své etiky vykázal. Další kritice Kanta podrobil Georg Simmel, který mu vyčetl, že se zabývá pouze jednotlivými akty jednání a nehledí na skutečné a vzdálenější záměry jednání. Jan Sokol však tuto Kantovu „chybu“ hodnotí jako snahu dát lidskému rozhodování pevné a neotřesitelné vodítko, díky níž se však problém jednajícího člověka redukuje na správnost rozhodnutí, a staví jej tak do pozice diváka na dostizích, který jednou vsadí a pak už jen přihlíží, jak vše dopadne.
Navzdory tomu, že se Kant snažil vylepšit Zlaté pravidlo, jeho formulace je některými považována za "horší" či "slabší" než (biblická) verze. Například proto, že Kantův kategorický imperativ je pasivní, zatímco Ježíšovo (biblické) zlaté pravidlo je aktivní. Kant se také snažil vytvořit jedno univerzální pravidlo, zatímco biblcké zlaté pravidlo je součástí komplexního morálního rámce mající (mělo by mít) mnohem větší sílu.